# دیوید بیرنی
دیوید بیرنی (انگلیسی: David Birney؛ زادهٔ ۲۳ آوریل ۱۹۳۹ – ۲۷ آوریل ۲۰۲۲) یک بازیگر اهل ایالات متحده آمریکا بود.

## زندگی‌نامه
بیرنی در ۲۳ آوریل ۱۹۳۹در واشینگتن، دی.سی. به دنیا آمد. پدرش، ادوین بیرنی مأمور ویژه اف‌بی‌آی بود. مادرش، جین (مک گی)، قبل از اینکه مشاور املاک شود، خانه‌دار بود. بیرنی در مدارس بروکلین و اوهایو تحصیل کرد و از دبیرستانی در غرب کلیولند فارغ‌التحصیل شد. او عنوان افتخار انجمن ملی را کسب کرد و ورزش‌های بسکتبال، فوتبال و پیست را آموخت. بیرنی موفق به کسب مدرک لیسانس با رتبه ممتاز در رشته ادبیات انگلیسی از کالج دارتموث شد. بیرنی موفق شد در دانشگاه کالیفرنیا، لس آنجلس، مدرک کارشناسی ارشد خود را در هنرهای تئاتر، بازیگری و کارگردانی کسب نماید. او همشاگردی رالف فروید و ویلیام متنیتس بود. بیرنی پس از کسب بورسیه دستیار آموزشی موفق به کسب دکترای افتخاری در علوم انسانی از دانشگاه یوتا جنوبی شد.

## زندگی شخصی و مرگ
بیرنی در سال ۱۹۷۴با مردیث باکستر ازدواج کرد. آنها با هم در سریال تلویزیونی ۱۹۷۳–۱۹۷۲ «بریجت عاشق بیرنی» بودند. در طول ازدواج آنها، بیرنی به نام مردیت باکستر بیرنی شناخته می‌شد. آنها با هم صاحب سه فرزند شدند: کیت، مولی و پیتر. این زوج در ۱۹۸۹از یکدیگر طلاق گرفتند.
در نسخه دسامبر ۲۰۱۷ خبرنامه جهان وحشی وحشی کالج دارتموث در مورد فارغ التحصیلان سال ۱۹۶۱، فاش شد که بیرنی به بیماری آلزایمر مبتلا بوده‌است. بیرنی در ۲۷ آوریل ۲۰۲۲ در خانه خود در سانتا مونیکا، کالیفرنیا، چهار روز پس از تولد ۸۳سالگی خود درگذشت. در زمان مرگ، او در زندگی مشترک با میشل روبرش بود.